# Estadi Bellavista
L'Estadi Bellavista és un estadi esportiu de la ciutat d'Ambato, Equador.
L'estadi és propietat de la Federació Esportiva de Tungurahua i és la seu dels clubs Mushuc Runa, Macará i Técnico Universitario. Va ser inaugurat el 24 de juliol de 1945. Més tard va patir desperfectes en el terratrèmol que patí la ciutat d'Ambato el 5 d'agost de 1949. Té una capacitat per a 16.467 espectadors.
Fou una de les seus de la Copa Amèrica de futbol de 1993.